# بيلوزيرسك
بيلوزيرسك (بالروسية: Белозерск) هي إحدى مدن روسيا في الكيان الفدرالي الروسي فولوغدا أوبلاست.

## المناخ
يظهر الجدول التالي التغييرات المناخية على مدار السنة لبيلوزيرسك:
| البيانات المناخية لـبيلوزيرسك     | البيانات المناخية لـبيلوزيرسك | البيانات المناخية لـبيلوزيرسك | البيانات المناخية لـبيلوزيرسك | البيانات المناخية لـبيلوزيرسك | البيانات المناخية لـبيلوزيرسك | البيانات المناخية لـبيلوزيرسك | البيانات المناخية لـبيلوزيرسك | البيانات المناخية لـبيلوزيرسك | البيانات المناخية لـبيلوزيرسك | البيانات المناخية لـبيلوزيرسك | البيانات المناخية لـبيلوزيرسك | البيانات المناخية لـبيلوزيرسك | البيانات المناخية لـبيلوزيرسك |
| الشهر                             | يناير                         | فبراير                        | مارس                          | أبريل                         | مايو                          | يونيو                         | يوليو                         | أغسطس                         | سبتمبر                        | أكتوبر                        | نوفمبر                        | ديسمبر                        | المعدل السنوي                 |
| --------------------------------- | ----------------------------- | ----------------------------- | ----------------------------- | ----------------------------- | ----------------------------- | ----------------------------- | ----------------------------- | ----------------------------- | ----------------------------- | ----------------------------- | ----------------------------- | ----------------------------- | ----------------------------- |
| الدرجة القصوى °م (°ف)             | 11 (52)                       | 5.9 (42.6)                    | 14.2 (57.6)                   | 27.8 (82.0)                   | 29.8 (85.6)                   | 33.8 (92.8)                   | 34 (93)                       | 33.5 (92.3)                   | 26.1 (79.0)                   | 21.9 (71.4)                   | 12 (54)                       | 9.5 (49.1)                    | 34 (93)                       |
| متوسط درجة الحرارة الكبرى °م (°ف) | −8.7 (16.3)                   | −7.5 (18.5)                   | −1 (30)                       | 7.1 (44.8)                    | 14.4 (57.9)                   | 19.3 (66.7)                   | 21.6 (70.9)                   | 19.3 (66.7)                   | 13.2 (55.8)                   | 6 (43)                        | −2.1 (28.2)                   | −6.6 (20.1)                   | 6.3 (43.2)                    |
| المتوسط اليومي °م (°ف)            | −11.6 (11.1)                  | −10.5 (13.1)                  | −4.8 (23.4)                   | 2.8 (37.0)                    | 9.7 (49.5)                    | 14.8 (58.6)                   | 17.2 (63.0)                   | 14.9 (58.8)                   | 9.5 (49.1)                    | 3.4 (38.1)                    | −4.2 (24.4)                   | −8.9 (16.0)                   | 2.7 (36.8)                    |
| متوسط درجة الحرارة الصغرى °م (°ف) | −15.3 (4.5)                   | −14.2 (6.4)                   | −8.9 (16.0)                   | −1.7 (28.9)                   | 4.7 (40.5)                    | 9.7 (49.5)                    | 12.2 (54.0)                   | 10.4 (50.7)                   | 6 (43)                        | 0.7 (33.3)                    | −6.8 (19.8)                   | −12.1 (10.2)                  | −1.3 (29.7)                   |
| أدنى درجة حرارة °م (°ف)           | −40 (−40)                     | −37.2 (−35.0)                 | −33.9 (−29.0)                 | −22.8 (−9.0)                  | −10 (14)                      | −2.9 (26.8)                   | 1.1 (34.0)                    | −2 (28)                       | −7.8 (18.0)                   | −15.8 (3.6)                   | −29.2 (−20.6)                 | −40 (−40)                     | −40 (−40)                     |
| الهطول مم (إنش)                   | 57 (2.2)                      | 51 (2.0)                      | 44 (1.7)                      | 29 (1.1)                      | 61 (2.4)                      | 53 (2.1)                      | 74 (2.9)                      | 71 (2.8)                      | 47 (1.9)                      | 62 (2.4)                      | 49 (1.9)                      | 61 (2.4)                      | 659 (25.8)                    |
| المصدر:                           |                               |                               |                               |                               |                               |                               |                               |                               |                               |                               |                               |                               |                               |

## توأمة
لبيلوزيرسك اتفاقيات توأمة مع:
- شين